# Saison 14 de La France a un incroyable talent
 (janvier 2022).
Si vous disposez d'ouvrages ou d'articles de référence ou si vous connaissez des sites web de qualité traitant du thème abordé ici, merci de compléter l'article en donnant les références utiles à sa vérifiabilité et en les liant à la section « Notes et références ».
 (janvier 2022).
- Si vous ne connaissez pas le sujet, laissez ce bandeau (vous pouvez alors contacter les auteurs).
- Si vous supprimez le contenu mis en cause (vous pouvez préalablement contacter les auteurs),

argumentez précisément cette suppression dans la page de discussion
(un manque de référence n'est pas un argument ; une recherche réelle de référence doit avoir été effectuée, être formellement documentée).
La quatorzième saison de La France a un incroyable talent, émission française de divertissement, est diffusée tous les mardis du 22 octobre au 10 décembre 2019 sur M6 de 21 h à 23 h 10.

## Présentateur et jury
Le jury reste inchangé par rapport à la saison 13, et se compose de :
- Éric Antoine, magicien-humoriste ;
- Hélène Ségara, chanteuse ;
- Marianne James, chanteuse et comédienne ;
- Sugar Sammy, humoriste.

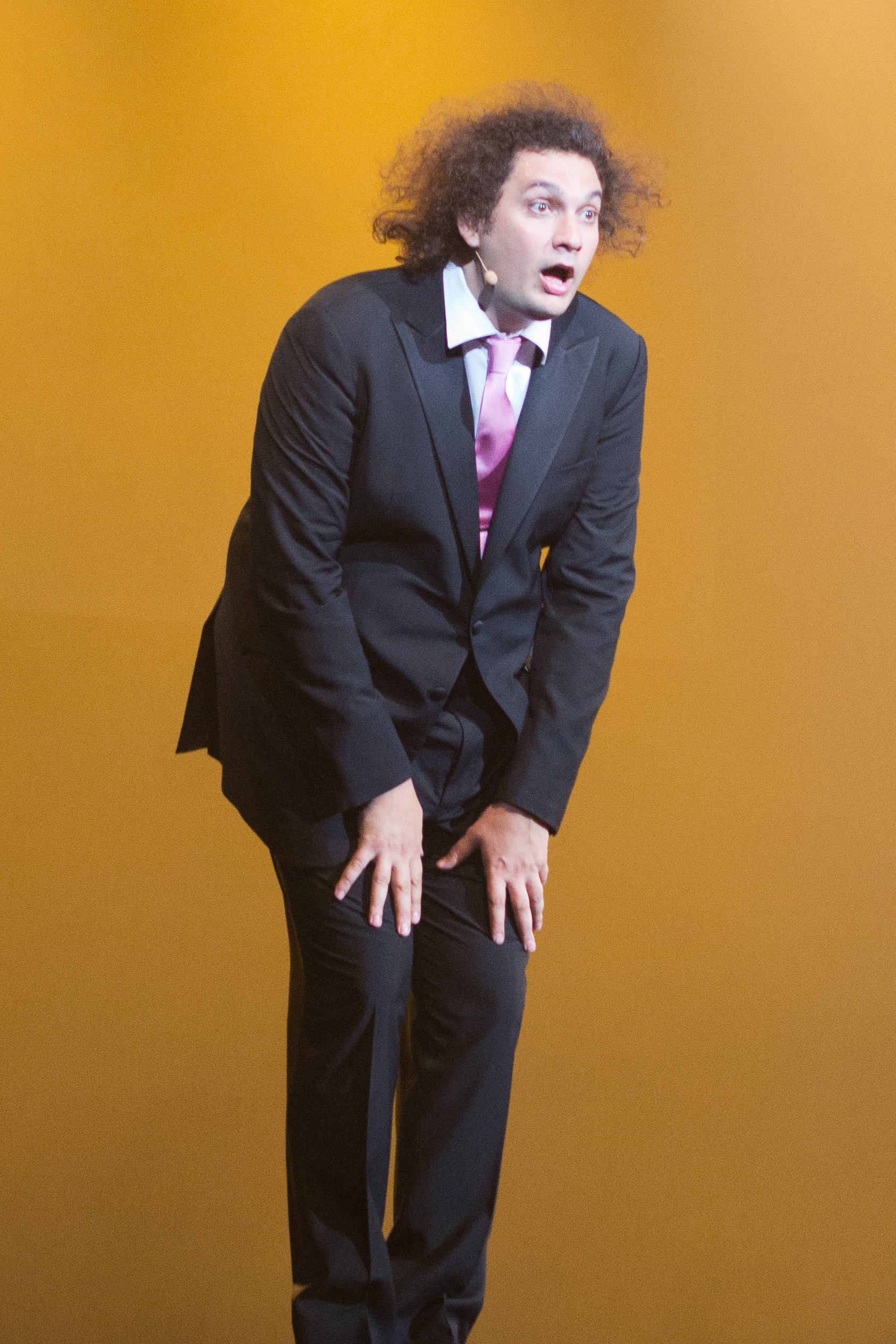
Éric Antoine
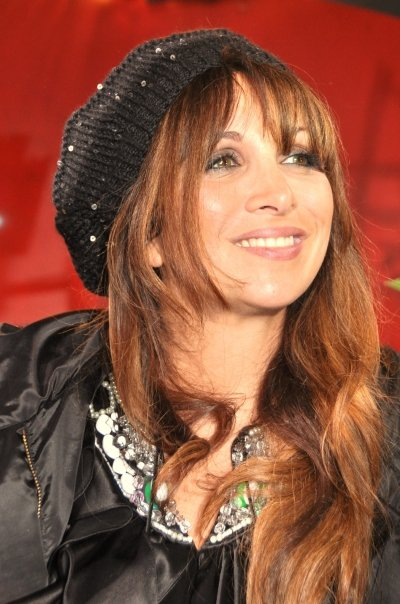
Hélène Ségara
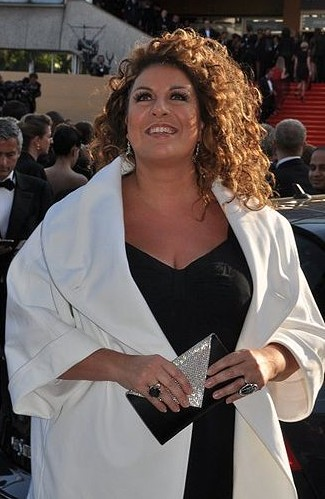
Marianne James
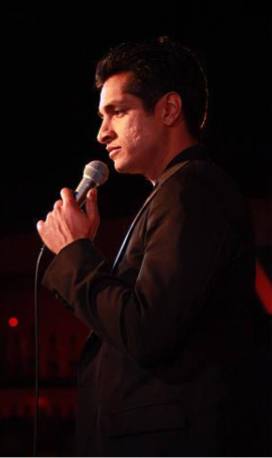
Sugar Sammy

L'émission est présentée pour la 4e fois par David Ginola.

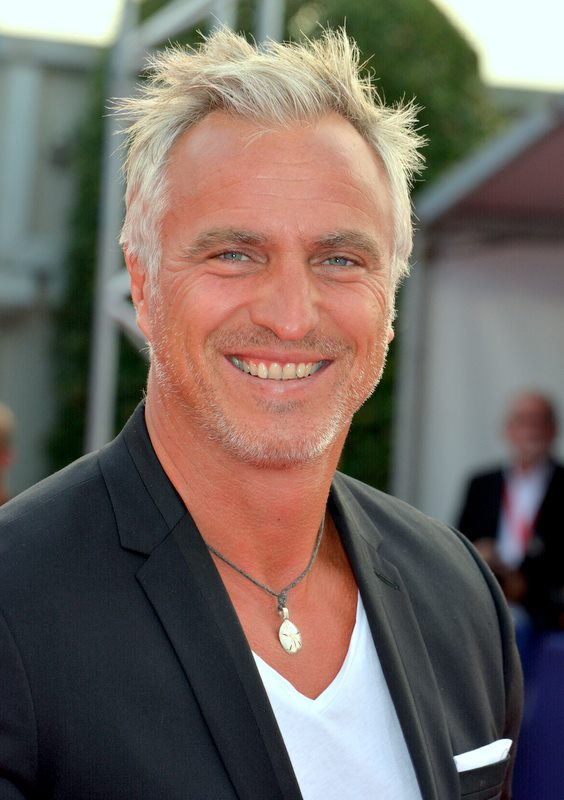
David Ginola

Lors des demi-finales, un cinquième juge rejoint le jury initial :
- Ahmed Sylla, humoriste et comédien, pour la 1re demi-finale ;
- Philippe Katerine, auteur-compositeur-interprète, acteur, réalisateur et écrivain, pour la 2e demi-finale.

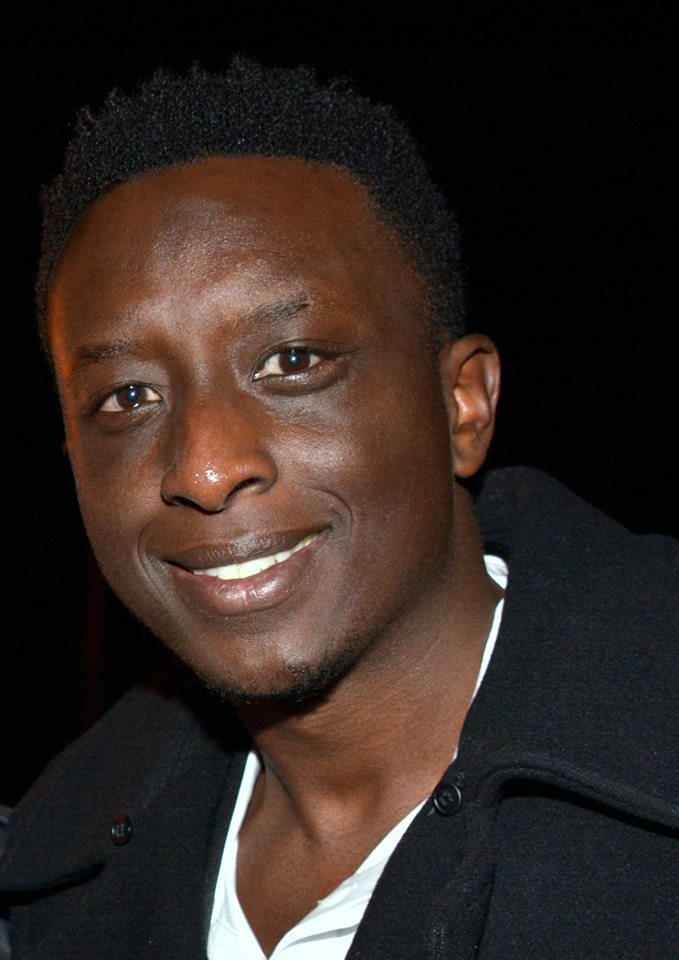
Ahmed Sylla
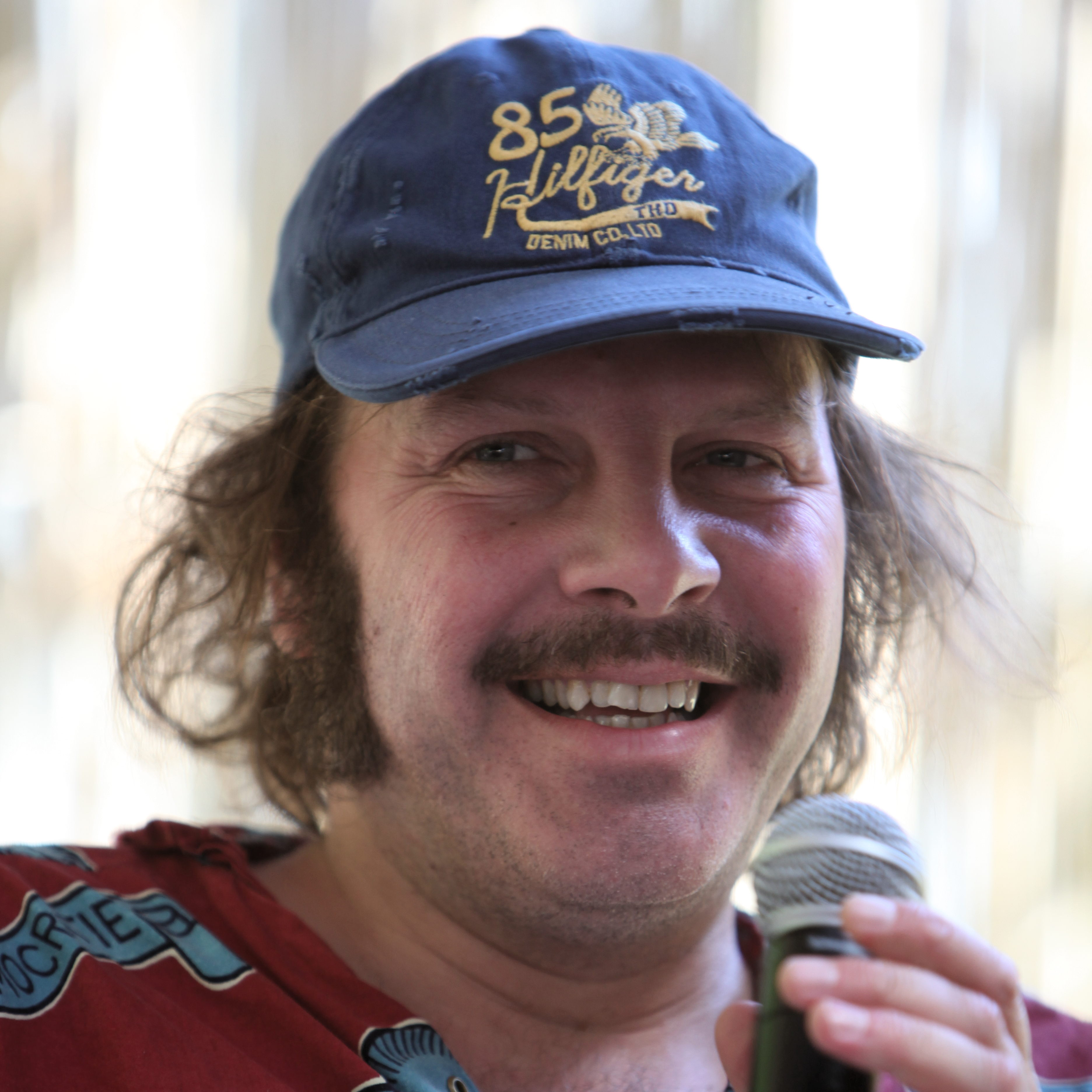
Philippe Katerine

## Émissions

### Qualifications
Nouvelle règle depuis la saison 9 d’Incroyable talent : le "golden buzzer", activé par l'un des jurés, envoie directement le candidat en finale. Durant les saisons 9 et 10, il n'envoyait qu'en demi-finale.
| Légende | Golden buzzer (finale) | Buzzer actionné |

#### Émission 1: 22 octobre 2019
| Ordre                             | Nom (âge)                         | Numéro                            | Buzz et choix du jury | Buzz et choix du jury | Buzz et choix du jury | Buzz et choix du jury | Résultat                                         |
| Ordre                             | Nom (âge)                         | Numéro                            | Sammy                 | Marianne              | Hélène                | Éric                  | Résultat                                         |
| --------------------------------- | --------------------------------- | --------------------------------- | --------------------- | --------------------- | --------------------- | --------------------- | ------------------------------------------------ |
| 1                                 | Dirabi (15 et 16 ans)             | Contorsionniste                   |                       |                       |                       |                       | Qualifiés                                        |
| 2                                 | Super Cho (24 à 31 ans)           | Danse avec feu en groupe          |                       |                       |                       |                       | Qualifiés                                        |
| 3                                 | Les Brameurs                      | Musique (brâme du cerf)           | refusé                |                       | refusé                |                       | Éliminés                                         |
| 4                                 | Philippe (53 ans)                 | Danse (kazatchok)                 | refusé                | refusé                | refusé                | refusé                | Éliminé                                          |
| 5                                 | Marilou (15 ans)                  | Chant                             |                       |                       |                       |                       | Qualifiée                                        |
| 6                                 | Human Fountains                   | Hommes Fontaines                  | refusé                |                       |                       |                       | Qualifiés                                        |
| 7                                 | Nicolas Ribs (37 ans)             | Magie                             |                       |                       |                       |                       | Qualifié                                         |
| 8                                 | Danylo & Oskar (43 et 10 ans)     | Acrobate                          |                       |                       |                       |                       | Qualifiés                                        |
| 9                                 | Gospel Walk (de 18 à 70 ans)      | Chant                             |                       |                       |                       |                       | Qualifiés                                        |
| 10                                | Andy Wise (30 ans)                | Escapologie                       |                       |                       |                       |                       | Qualifié                                         |
| 11                                | Head Bongos (18 ans)              | Musique / Humour                  | refusé                |                       | refusé                | refusé                | Éliminés                                         |
| 12                                | Téo Lavabo (27 ans)               | Chant / Humour                    | refusé                |                       | refusé                |                       | Éliminé                                          |
| 13                                | Valentin Reinehr (26 ans)         | Humour                            |                       |                       |                       | accepté               | Qualifié (Finale) (Golden buzzer d'Éric Antoine) |
| Nombre de buzz par membre du jury | Nombre de buzz par membre du jury | Nombre de buzz par membre du jury | 5 buzz                | 1 buzz                | 4 buzz                | 2 buzz                | 13 buzz / 52                                     |

#### Émission 2: 29 octobre 2019
| Ordre                             | Nom (âge)                         | Numéro                            | Buzz et choix du jury | Buzz et choix du jury | Buzz et choix du jury | Buzz et choix du jury | Buzz et choix du jury | Résultat                                            |
| Ordre                             | Nom (âge)                         | Numéro                            | Sammy                 | Marianne              | Hélène                | Éric                  | David                 | Résultat                                            |
| --------------------------------- | --------------------------------- | --------------------------------- | --------------------- | --------------------- | --------------------- | --------------------- | --------------------- | --------------------------------------------------- |
| 1                                 | Dandy Crew (de 24 à 30 ans)       | Danse                             |                       |                       |                       |                       |                       | Qualifiés                                           |
| 2                                 | Lyroniconiriq (35 ans)            | Voix / Cabaret dada               | refusé                |                       | refusé                |                       |                       | Éliminée                                            |
| 3                                 | Le Cas Pucine (20 ans)            | Ventriloque / Beatbox             |                       |                       |                       |                       |                       | Qualifiée                                           |
| 4                                 | / The Owl & The Pussycat (35 ans) | Trapéziste                        |                       |                       |                       |                       |                       | Qualifiés                                           |
| 5                                 | Tron Girls (de 19 à 28 ans)       | Danse                             |                       |                       |                       |                       |                       | Éliminées                                           |
| 6                                 | Demente (25 a 35 ans)             | Danse (avec technologie)          |                       | refusé                |                       |                       |                       | Éliminés                                            |
| 7                                 | Jamsy (27 ans)                    | Danse                             |                       |                       |                       |                       |                       | Qualifié                                            |
| 8                                 | Yumbo Dump (32 ans)               | Bruitage avec le corps            |                       |                       |                       |                       |                       | Qualifiés                                           |
| 9                                 | Babacar (36 ans)                  | Chant                             | refusé                | refusé                | refusé                | refusé                |                       | Éliminé                                             |
| 10                                | Tinalei (13 ans)                  | Chant                             |                       |                       |                       |                       |                       | Qualifiée                                           |
| 11                                | Zack & Stan                       | Magie                             |                       |                       |                       |                       |                       | Qualifiés                                           |
| 12                                | Serge et Arnaud                   | Lancer de slip                    | refusé                | refusé                | refusé                | refusé                |                       | Éliminés                                            |
| 13                                | Hong Teck Lyon (de 19 à 35 ans)   | Danse du lion                     |                       |                       |                       |                       |                       | Qualifiés                                           |
| 14                                | Booboo Beproud (de 9 à 11 ans)    | Danse                             |                       |                       |                       |                       | accepté               | Qualifiées (Finale) (Golden buzzer de David Ginola) |
| 15                                | The Azeri Brothers (32 à 36 ans)  | Fakir                             |                       |                       |                       |                       |                       | Qualifiés                                           |
| Nombre de buzz par membre du jury | Nombre de buzz par membre du jury | Nombre de buzz par membre du jury | 3 buzz                | 3 buzz                | 3 buzz                | 2 buzz                |                       | 11 buzz / 60                                        |

#### Émission 3: 5 novembre 2019
| Ordre                             | Nom (âge)                                    | Numéro                            | Buzz et choix du jury | Buzz et choix du jury | Buzz et choix du jury | Buzz et choix du jury | Résultat                                          |
| Ordre                             | Nom (âge)                                    | Numéro                            | Sammy                 | Marianne              | Hélène                | Éric                  | Résultat                                          |
| --------------------------------- | -------------------------------------------- | --------------------------------- | --------------------- | --------------------- | --------------------- | --------------------- | ------------------------------------------------- |
| 1                                 | Scorlyne                                     | Chant                             | refusé                |                       |                       |                       | Éliminé                                           |
| 2                                 | Chléa (13 ans)                               | Danse                             |                       |                       |                       |                       | Qualifiée                                         |
| 3                                 | Romain Lalire (36 ans)                       | Mentalisme (avec technologie)     |                       |                       |                       |                       | Qualifié                                          |
| 4                                 | Emi Vauthey (26 ans)                         | Hula Hop                          |                       |                       |                       |                       | Qualifiée                                         |
| 5                                 | Azilis (33 ans)                              | Imitation                         | refusé                |                       | refusé                | refusé                | Éliminée                                          |
| 6                                 | Grayssoker Clément (20 ans)                  | Accordéon rock                    |                       |                       |                       |                       | Qualifié                                          |
| 7                                 | Rahamane et Yoherlandy (23 ans et 28 ans)    | Danse                             | accepté               |                       |                       |                       | Qualifiés (finale) (Golden buzzer de Sugar Sammy) |
| 8                                 | Alisa Gudkova (16 ans)                       | Chant                             |                       |                       |                       |                       | Qualifiée                                         |
| 9                                 | Betty Lou (12 ans)                           | Humour                            |                       |                       |                       |                       | Qualifiée                                         |
| 10                                | Yvan Gilbert (47 ans)                        | Flûte                             | refusé                |                       |                       |                       | Éliminé                                           |
| 11                                | Apollinne (22 ans)                           | Dressage de lapin                 | refusé                | refusé                |                       | refusé                | Eliminée                                          |
| 12                                | Aquarines (21 à 56 ans)                      | Humour                            |                       |                       |                       |                       | Qualifiés                                         |
| 13                                | Chilly Brothers Max et Brisco (22 et 25 ans) | Cadre russe                       |                       |                       |                       |                       | Qualifiés                                         |
| 14                                | The demented brothers (25 et 30 ans)         | Humour/Magie                      | refusé                |                       |                       |                       | Qualifiés                                         |
| 15                                | Fluency MC Jason (49 ans)                    | Chant                             |                       |                       |                       |                       | Qualifié                                          |
| 16                                | Bertrand et Christine                        | Piano/Siffleur                    | refusé                |                       |                       |                       | Éliminés                                          |
| 17                                | Jerry Carlson (46 ans)                       | Chant/Piano/Humour                |                       |                       |                       |                       | Éliminé                                           |
| 18                                | Damien (19 ans)                              | Chant                             |                       |                       |                       |                       | Qualifié                                          |
| Nombre de buzz par membre du jury | Nombre de buzz par membre du jury            | Nombre de buzz par membre du jury | 6 buzz                | 1 buzz                | 1 buzz                | 2 buzz                | 10 buzz / 72                                      |

#### Émission 4: 12 novembre 2019
| Ordre                             | Nom (âge)                                     | Numéro                            | Buzz et choix du jury | Buzz et choix du jury | Buzz et choix du jury | Buzz et choix du jury | Résultat                                             |
| Ordre                             | Nom (âge)                                     | Numéro                            | Sammy                 | Marianne              | Hélène                | Éric                  | Résultat                                             |
| --------------------------------- | --------------------------------------------- | --------------------------------- | --------------------- | --------------------- | --------------------- | --------------------- | ---------------------------------------------------- |
| 1                                 | Tiago (28 ans)                                | Equilibre                         |                       |                       |                       |                       | Qualifié                                             |
| 2                                 | Akil (39 ans)                                 | Chant                             |                       |                       |                       |                       | Qualifié                                             |
| 3                                 | Bagol (46 ans)                                | Danse balai                       | refusé                |                       |                       | refusé                | Éliminé                                              |
| 4                                 | Les hommes à poêles                           | Acrobates / Gag                   | refusé                |                       | refusé                |                       | Éliminés                                             |
| 5                                 | Andy & les Mistresses (20 ans et 19 a 23 ans) | Danse                             |                       |                       |                       |                       | Qualifiés                                            |
| 6                                 | Rivkah (11 ans)                               | DJ                                |                       |                       |                       |                       | Qualifiée                                            |
| 7                                 | Angie (24 ans)                                | Cerceau aérien                    |                       |                       |                       |                       | Qualifiée                                            |
| 8                                 | Association Roudelet Filbren                  | Danse traditionnelle              | refusé                |                       |                       | refusé                | Éliminés                                             |
| 9                                 | ALTC (6 à                                     | Chant                             | refusé                | refusé                | refusé                | refusé                | Éliminés                                             |
| 10                                | Lioz Shem Tov (43 ans)                        | Humour / Télékinésie              | refusé                |                       |                       |                       | Qualifié                                             |
| 11                                | Zize Dupanier (60 ans)                        | Humour                            |                       |                       |                       |                       | Qualifié                                             |
| 12                                | Troy & Ess (28 et 30 ans)                     | Consorsion / Danse                |                       | accepté               |                       |                       | Qualifiés (finale) (Golden buzzer de Marianne James) |
| 13                                | Gaelle et Martina (27 et 34 ans)              | Danse                             | refusé                | refusé                |                       |                       | Éliminées                                            |
| 14                                | Miss Belly June Elina (45 ans)                | Danse                             | refusé                | refusé                |                       | refusé                | Éliminée                                             |
| 15                                | Melody et sa team (29 ans)                    | Football freestyle                |                       |                       |                       |                       | Qualifiée                                            |
| 16                                | Delphine (36 ans)                             | Dessin sur sable                  |                       |                       |                       |                       | Qualifiée                                            |
| 17                                | Mousstik (33 ans)                             | Danse / Origami                   |                       |                       |                       |                       | Qualifié                                             |
| 18                                | Lord Nil (38 ans)                             | Escapologie                       |                       |                       |                       |                       | Qualifié                                             |
| 19                                | Matthieu Stioui                               | Musique                           | refusé                | refusé                |                       | refusé                | Éliminé                                              |
| 20                                | David & Odile                                 | ventriloque                       | refusé                | refusé                | refusé                | refusé                | Éliminé                                              |
| 21                                | Louÿs de Belleville                           | Poétologie                        | refusé                |                       |                       |                       | Qualifié                                             |
| Nombre de buzz par membre du jury | Nombre de buzz par membre du jury             | Nombre de buzz par membre du jury | 10 buzz               | 5 buzz                | 3 buzz                | 6 buzz                | 24 buzz / 84                                         |

#### Émission 5: 19 novembre 2019
| Ordre                             | Nom (âge)                              | Numéro                            | Buzz et choix du jury | Buzz et choix du jury | Buzz et choix du jury | Buzz et choix du jury | Résultat                                            |
| Ordre                             | Nom (âge)                              | Numéro                            | Sammy                 | Marianne              | Hélène                | Éric                  | Résultat                                            |
| --------------------------------- | -------------------------------------- | --------------------------------- | --------------------- | --------------------- | --------------------- | --------------------- | --------------------------------------------------- |
| 1                                 | Lolito et Ronald (27 ans)              | Danse                             |                       |                       |                       |                       | Qualifiés                                           |
| 2                                 | Yannick et Annette (37 et 35 ans)      | Roller in-line                    |                       |                       |                       |                       | Qualifiés                                           |
| 3                                 | Jean Phil & Jean Quille (25 et 28 ans) | Humour/Chant                      | refusé                | refusé                |                       |                       | Éliminés                                            |
| 4                                 | Victor Fleurit (77 ans)                | Traction barre fixe               |                       |                       |                       |                       | Éliminé                                             |
| 5                                 | Maxence Vire (29 ans)                  | Magie                             |                       |                       |                       |                       | Qualifié                                            |
| 6                                 | The Revolutionary (14 à 34 ans)        | Danse                             |                       |                       | accepté               |                       | Qualifiés (finale) (Golden buzzer de Hélène Segara) |
| 7                                 | Julio et Maïte (23 et 27 ans)          | Acrobatie                         |                       |                       |                       |                       | Qualifiés                                           |
| 8                                 | F&B Accrobatics                        | Acrobatie                         |                       |                       |                       |                       | Éliminés                                            |
| 9                                 | Alex Fredo (32 ans)                    | Humour                            |                       |                       |                       |                       | Qualifié                                            |
| 10                                | Seb King Jackson (33 ans)              | Sosie de Michael Jackson          | refusé                | refusé                | refusé                | refusé                | Éliminé                                             |
| 11                                | Mizuki (21 ans)                        | Ruban aérien                      |                       |                       |                       |                       | Qualifiée                                           |
| 12                                | Bruce & Joss                           | Humour                            | refusé                |                       |                       |                       | Qualifiés                                           |
| 13                                | The Rookies (14 à 28 ans)              | Danse                             |                       |                       |                       |                       | Qualifiés                                           |
| 14                                | Julien Set (33 ans)                    | ASMR                              | refusé                |                       |                       | refusé                | Éliminé                                             |
| 15                                | Mike Garcia (39 ans)                   | Danse avec le feu                 | refusé                | refusé                | refusé                | refusé                | Éliminé                                             |
| 16                                | Guillaume Mitonneau (41 ans)           | Humour                            | refusé                |                       |                       |                       | Qualifié                                            |
| 17                                | Arthur et Guillaume (24 ans)           | Danse/Acrobatie                   |                       |                       |                       |                       | Qualifiés                                           |
| 18                                | Jordan Lourdel (35 ans)                | Force avec la barbe               |                       |                       |                       |                       | Éliminé                                             |
| 19                                | Miki Dark                              | Magie                             |                       |                       |                       |                       | Qualifié                                            |
| Nombre de buzz par membre du jury | Nombre de buzz par membre du jury      | Nombre de buzz par membre du jury | 6 buzz                | 3 buzz                | 2 buzz                | 3 buzz                | 14 buzz / 76                                        |

#### Candidats ayant déjà participé à une version étrangère
| Emission | Nom                                   | Pays                                    | Résultat                    |
| -------- | ------------------------------------- | --------------------------------------- | --------------------------- |
| 1        | Human Fountains                       | America's Got Talent (2018)             | Éliminés en quart de finale |
| 1        | Human Fountains                       | Cesko Slovensko Ma Talent (2019)        | Éliminé                     |
| 1        | Danylo & Oskar                        | America's Got Talent (2017)             | Judge Cuts                  |
| 2        | Yumbo Dump                            | America's Got Talent (2018)             | Éliminé en quart de finale  |
| 2        | Yumbo Dump                            | Asia's Got Talent (2017)                | Semifinals                  |
| 2        | Dandy Crew                            | L'Afrique a un incroyable talent (2017) | Finale                      |
| 2        | Zack & Stan                           | America's Got Talent (2019)             | Judge Cuts                  |
| 2        | Tron Girls                            | Česko Slovensko má talent (2018)        | Éliminées en finale         |
| 2        | Demente                               | Israel Got Talent (2019)                | Demi-finale                 |
| 2        | The Azeri Brothers                    | America's Got Talent (2017)             | Judge Cuts                  |
| 2        | The Azeri Brothers                    | Australia's Got Talent (2019)           | Judge Cuts                  |
| 3        | Alisa Gudkova                         | Got Talent Portugal (2018)              | Auditions                   |
| 4        | Les Hommes à poêles / The Naked Chefs | America's Got Talent (2017)             | Auditions                   |
| 4        | Lioz                                  | America's Got Talent (2018)             | Judges Cuts                 |
| 4        | Lioz                                  | Australia Got Talent (2019)             | Finaliste                   |
| 4        | Troy & Ess                            | America's Got Talent (2018)             | Judges Cuts                 |
| 4        | Troy & Ess                            | Australia's Got Talent (2019)           | Judges Cuts                 |
| 4        | Troy & Ess                            | Asia's Got Talent                       | X                           |
| 4        | Lord Nil                              | America's Got Talent (2018)             | Quart de finale             |
| 5        | Yannick & Annette                     | Britain's Got Talent (2017)             | X                           |
| 5        | Julio & Maite                         | Britain's Got Talent (2019)             | X                           |
| 5        | F&B Accrobatics                       | Got Talent Espana (2017)                | X                           |
| 5        | F&B Accrobatics                       | Slovenia Got Talent (2014)              | Finaliste                   |

### Demi-finales et finale

#### Demi-finalistes et finalistes
| Légende | Vainqueur | Deuxième | Troisième | Top 5 | Finaliste | Golden buzzer (qualifications) | Golden buzzer (demi-finales) |

| Nom                      | Âge     | Genre       | Numéro                         | Demi-finale | Résultat                                             |
| ------------------------ | ------- | ----------- | ------------------------------ | ----------- | ---------------------------------------------------- |
| Le Cas Pucine            | 20      | Comédie     | Ventriloque                    | 1           | Vainqueur (golden buzzer (Ahmed) demi-finales)       |
| Valentin Reinehr         | 26      | Comédie     | Humour                         |             | Deuxième (golden buzzer (Éric) qualifications)       |
| The Revolutionary        | 14-34   | Danse       | Danse en groupe                |             | Troisième (golden buzzer (Hélène) qualifications)    |
| Booboo Beproud           | 9-11    | Danse       | Danse en groupe                |             | Quatrième (golden buzzer (David) qualifications)     |
| Rahamane & Yoherlandy    | 23 & 28 | Danse       | Danse en duo                   |             | Cinquième (golden buzzer (Sammy) qualifications)     |
| Damien Kaym              | 19      | Chant       | Chant                          | 1           | Finaliste (choisi par le jury)                       |
| Dirabi                   | 15 & 16 | Danse       | Duo contorsionniste            | 2           | Finalistes (choisi par le jury)                      |
| Emi Vauthey              | 26      | Gymnastique | Gymnastique                    | 2           | Finaliste (choisi par le jury)                       |
| Louÿs de Belleville      | N/A     | Comédie     | Poétologie                     | 2           | Finaliste (golden buzzer (Philippe) demi-finales)    |
| Marilou                  | 15      | Chant       | Chant                          | 2           | Finaliste (choisi par le jury)                       |
| / The Owl & The Pussycat | 35      | Acrobaties  | Trapéziste en duo              | 1           | Finaliste (choisi par le jury)                       |
| Tiago Eusebio            | 28      | Acrobaties  | Equilibre                      | 1           | Finaliste (choisi par le jury)                       |
| Troy & Ess               | 28 & 30 | Danse       | Contorsion/danse en duo        |             | Finalistes (golden buzzer (Marianne) qualifications) |
| Akil                     | 39      | Chant       | Chant                          | 2           | Éliminé                                              |
| Andy & les Mistresses    | 19-23   | Danse       | Danse en groupe                | 2           | Éliminés                                             |
| Andy Wise                | 30      | Danger      | Escapologie                    | 1           | Éliminé                                              |
| Bruce & Joss             | N/A     | Comédie     | Humour en duo                  | 1           | Éliminés                                             |
| Chilly Brothers          | 22 & 25 | Acrobaties  | Cadre russe en duo             | 2           | Éliminés                                             |
| Chléa                    | 14      | Danse       | Danse                          | 1           | Éliminée                                             |
| Danylo & Oskar           | 43 & 10 | Acrobaties  | Duo acrobatique                | 1           | Éliminés                                             |
| Gospel Walk              | 18-70   | Chant       | Chant en groupe                | 1           | Éliminés                                             |
| Grayssoker               | 20      | Musique     | Accordéon rock                 | 2           | Éliminé                                              |
| Human Fountains          | N/A     | Variété     | Hommes fontaines               | 2           | Éliminés                                             |
| Jamsy                    | 27      | Danse       | Danse                          | 2           | Éliminé                                              |
| Lolito & Ronald          | 27      | Danse       | Danse en duo                   | 1           | Éliminés                                             |
| Maxence Vire             | 29      | Magie       | Magie                          | 2           | Éliminé                                              |
| Nicolas Ribs             | 37      | Magie       | Magie                          | 1           | Éliminé                                              |
| Romain Lalire            | 36      | Magie       | Illusion                       | 2           | Éliminé                                              |
| Super Cho                | 24-31   | Danse       | Danse avec feu en groupe       | 2           | Éliminés                                             |
| The Demented Brothers    | 25 & 30 | Comédie     | Humour/magie en duo            | 2           | Éliminés                                             |
| The Rookies              | 14-28   | Danse       | Danse en groupe                | 1           | Éliminés                                             |
| Tinalei                  | 13      | Chant       | Chant                          | 1           | Éliminée                                             |
| Yumbo Dump               | 32      | Comédie     | Bruitages avec le corps en duo | 1           | Éliminés                                             |
| Zack & Stan              | N/A     | Magie       | Magie en duo                   | 1           | Éliminés                                             |
| Zize Dupanier            | 60      | Comédie     | Humour                         | 2           | Éliminé                                              |

#### 1redemi-finale: 26 novembre 2019
Ahmed Sylla est un juge invité mais n'a pas le droit de buzzer sauf le golden buzzer.
| Ordre                             | Nom (âge)                         | Numéro                            | Buzz et choix du jury | Buzz et choix du jury | Buzz et choix du jury | Buzz et choix du jury | Buzz et choix du jury | Résultat           |
| Ordre                             | Nom (âge)                         | Numéro                            | Sammy                 | Marianne              | Hélène                | Éric                  | Ahmed                 | Résultat           |
| --------------------------------- | --------------------------------- | --------------------------------- | --------------------- | --------------------- | --------------------- | --------------------- | --------------------- | ------------------ |
| 1                                 | / The Owl & The Pussycat (35 ans) | Trapéziste                        |                       |                       |                       |                       |                       | Qualifiés (Finale) |
| 2                                 | Tinalei (13 ans)                  | Chant                             |                       |                       |                       |                       |                       | Éliminée           |
| 3                                 | Andy Wise (30 ans)                | Escapologie                       |                       |                       |                       |                       |                       | Éliminé            |
| 4                                 | Danylo & Oskar (43 et 10 ans)     | Acrobate                          |                       |                       |                       |                       |                       | Éliminés           |
| 5                                 | Le Cas Pucine (20 ans)            | Ventriloque                       |                       |                       |                       |                       | accepté               | Qualifiée (Finale) |
| 6                                 | Tiago Eusebio (28 ans)            | Equilibre                         |                       |                       |                       |                       |                       | Qualifié (Finale)  |
| 7                                 | Zack & Stan                       | Magie                             |                       |                       |                       |                       |                       | Éliminés           |
| 8                                 | Damien (19 ans)                   | Chant                             |                       |                       |                       |                       |                       | Qualifié (Finale)  |
| 9                                 | Yumbo Dump (32 ans)               | Bruitages avec le corps           | refusé                |                       |                       |                       |                       | Éliminés           |
| 10                                | Chléa (14 ans)                    | Danse                             |                       |                       |                       |                       |                       | Éliminée           |
| 11                                | Gospel Walk (de 18 à 70 ans)      | Chant                             |                       |                       |                       |                       |                       | Éliminés           |
| 12                                | The Rookies (14 à 28 ans)         | Danse                             |                       |                       |                       |                       |                       | Éliminés           |
| 13                                | Nicolas Ribs (37 ans)             | Magie                             |                       |                       |                       |                       |                       | Éliminé            |
| 14                                | Lolito et Ronald (27 ans)         | Danse                             |                       |                       |                       |                       |                       | Éliminés           |
| 15                                | Bruce & Joss                      | Humour                            | refusé                |                       |                       |                       |                       | Éliminés           |
| Nombre de buzz par membre du jury | Nombre de buzz par membre du jury | Nombre de buzz par membre du jury | 2 buzz                | 0 buzz                | 0 buzz                | 0 buzz                |                       | 2 buzz / 60        |

#### 2edemi-finale: 3 décembre 2019
Philippe Katerine est un juge invité mais n'a pas le droit de buzzer sauf le golden buzzer.
| Ordre                             | Nom (âge)                                     | Numéro                            | Buzz et choix du jury | Buzz et choix du jury | Buzz et choix du jury | Buzz et choix du jury | Buzz et choix du jury | Résultat           |
| Ordre                             | Nom (âge)                                     | Numéro                            | Sammy                 | Marianne              | Hélène                | Éric                  | Philippe              | Résultat           |
| --------------------------------- | --------------------------------------------- | --------------------------------- | --------------------- | --------------------- | --------------------- | --------------------- | --------------------- | ------------------ |
| 1                                 | Dirabi (15 et 16 ans)                         | Contorsionniste                   |                       |                       |                       |                       |                       | Qualifiés (Finale) |
| 2                                 | Romain Lalire (36 ans)                        | Illusion                          |                       |                       |                       |                       |                       | Éliminé            |
| 3                                 | Andy & les Mistresses (20 ans et 19 a 23 ans) | Danse                             | refusé                |                       |                       | refusé                |                       | Éliminés           |
| 4                                 | Emi Vauthey (26 ans)                          | Gymnastique                       |                       |                       |                       |                       |                       | Qualifiée (Finale) |
| 5                                 | Jamsy (27 ans)                                | Danse                             |                       |                       |                       |                       |                       | Éliminé            |
| 6                                 | Grayssoker Clément (20 ans)                   | Accordéon rock                    |                       |                       |                       |                       |                       | Éliminé            |
| 7                                 | Chilly Brothers Max et Brisco (22 et 25 ans)  | Cadre russe                       |                       |                       |                       |                       |                       | Éliminés           |
| 8                                 | Marilou (15 ans)                              | Chant                             |                       |                       |                       |                       |                       | Qualifiée (Finale) |
| 9                                 | Louÿs de Belleville                           | Poétologie                        | refusé                |                       |                       |                       | accepté               | Qualifié (Finale)  |
| 10                                | Akil (39 ans)                                 | Chant                             |                       |                       |                       |                       |                       | Éliminé            |
| 11                                | Human Fountains                               | Hommes Fontaines                  | refusé                |                       |                       |                       |                       | Éliminés           |
| 12                                | Super Cho (24 à 31 ans)                       | Danse avec feu en groupe          |                       |                       |                       |                       |                       | Éliminés           |
| 13                                | Zize Dupanier (60 ans)                        | Humour                            |                       |                       |                       |                       |                       | Éliminé            |
| 14                                | Maxence Vire (29 ans)                         | Magie                             | refusé                | refusé                |                       |                       |                       | Éliminé            |
| 15                                | The demented brothers (25 et 30 ans)          | Humour / Magie                    |                       |                       |                       |                       |                       | Éliminés           |
| Nombre de buzz par membre du jury | Nombre de buzz par membre du jury             | Nombre de buzz par membre du jury | 4 buzz                | 1 buzz                | 0 buzz                | 1 buzz                |                       | 6 buzz / 60        |

#### Finale: 10 décembre 2019
Pour cette finale, 13 candidats se sont qualifiés au cours des auditions et des demi-finales :
7 Golden Buzzer : Valentin Reinehr (Éric), Booboo Beproud (David),  Yoherlandy et Rahamane (Sammy),  Troy & Ess (Marianne), The Revolutionnary (Hélène), Le Cas Pucine (Ahmed), Louÿs de Belleville (Philippe).
6 candidats : / The Owl & The Pussycat,  Tiago Eusebio, Damien,  Dirabi, Emi Vauthey, Marilou.
| Classement | Ordre de passage | Nom (âge)                         | Numéro                  |
| ---------- | ---------------- | --------------------------------- | ----------------------- |
| NC         | 1                | / The Owl & The Pussycat (35)     | Trapèze                 |
| NC         | 2                | Dirabi (15 et 16)                 | Duo contorsionniste     |
| 1er        | 3                | Le Cas Pucine (20)                | Ventriloque             |
| 3e         | 4                | The Revolutionary (14 à 34)       | Danse en groupe         |
| NC         | 5                | Damien Kaym (19)                  | Chant                   |
| 2e         | 6                | Valentin Reinehr (26)             | Humour                  |
| NC         | 7                | Tiago Eusebio (28)                | Equilibre               |
| NC         | 8                | Troy & Ess (28 et 30)             | Contorsion/danse en duo |
| 4e         | 9                | Booboo Beproud (9 à 11)           | Danse en groupe         |
| NC         | 10               | Emi Vauthey (26)                  | Gymnastique             |
| NC         | 11               | Marilou (15)                      | Chant                   |
| 5e         | 12               | Yoherlandy et Rahamane (28 et 23) | Danse en duo            |
| NC         | 13               | Louÿs de Belleville               | Poétologie              |

## Audiences

### La France a un incroyable talent
| Épisode | Date de diffusion                        | Audience moyenne          | Audience moyenne | Classement des audiences de la soirée | Références |
| Épisode | Date de diffusion                        | Nombre de téléspectateurs | PDM              | Classement des audiences de la soirée | Références |
| ------- | ---------------------------------------- | ------------------------- | ---------------- | ------------------------------------- | ---------- |
| 1       | Mardi 22 octobre 2019 (audition jour 1)  | 3 284 000                 | 14,5 %           | 2e                                    | [ 2 ]      |
| 2       | Mardi 29 octobre 2019 (audition jour 2)  | 3 010 000                 | 14,6 %           | 2e                                    | [ 3 ]      |
| 3       | Mardi 5 novembre 2019 (audition jour 3)  | 3 257 000                 | 15,9 %           | 2e                                    | [ 4 ]      |
| 4       | Mardi 12 novembre 2019 (audition jour 4) | 3 300 000                 | 16 %             | 3e                                    | [ 5 ]      |
| 5       | Mardi 19 novembre 2019 (audition jour 5) | 3 127 000                 | 15 %             | 3e                                    | [ 6 ]      |
| 6       | Mardi 26 novembre 2019 (1re demi-finale) | 3 099 000                 | 16,5 %           | 2e                                    | [ 7 ]      |
| 7       | Mardi 3 décembre 2019 (2e demi-finale)   | 2 912 000                 | 14,1 %           | 3e                                    | [ 8 ]      |
| 8       | Mardi 10 décembre 2019 (finale)          | 3 464 000                 | 18,8%            | 2e                                    | [ 9 ]      |

Légende :
- Plus hauts chiffres d'audience
- Plus bas chiffres d'audience

### La France a un incroyable talent, ça continue...
| Épisode | Date de diffusion                   | Audience moyenne          | Audience moyenne | Classement des audiences de la soirée | Références |
| Épisode | Date de diffusion                   | Nombre de téléspectateurs | PDM              | Classement des audiences de la soirée | Références |
| ------- | ----------------------------------- | ------------------------- | ---------------- | ------------------------------------- | ---------- |
| 1       | Mardi 22 octobre 2019 (22:50-00:00) | 1 530 000                 | 16,2 %           | 1er                                   | [ 10 ]     |
| 2       | Mardi 29 octobre 2019 (22:50-00:00) | 1 250 000                 | 15,8 %           | 1er                                   | [ 11 ]     |

Légende :
- Plus hauts chiffres d'audience
- Plus bas chiffres d'audience